# Mała Kopa Królowa

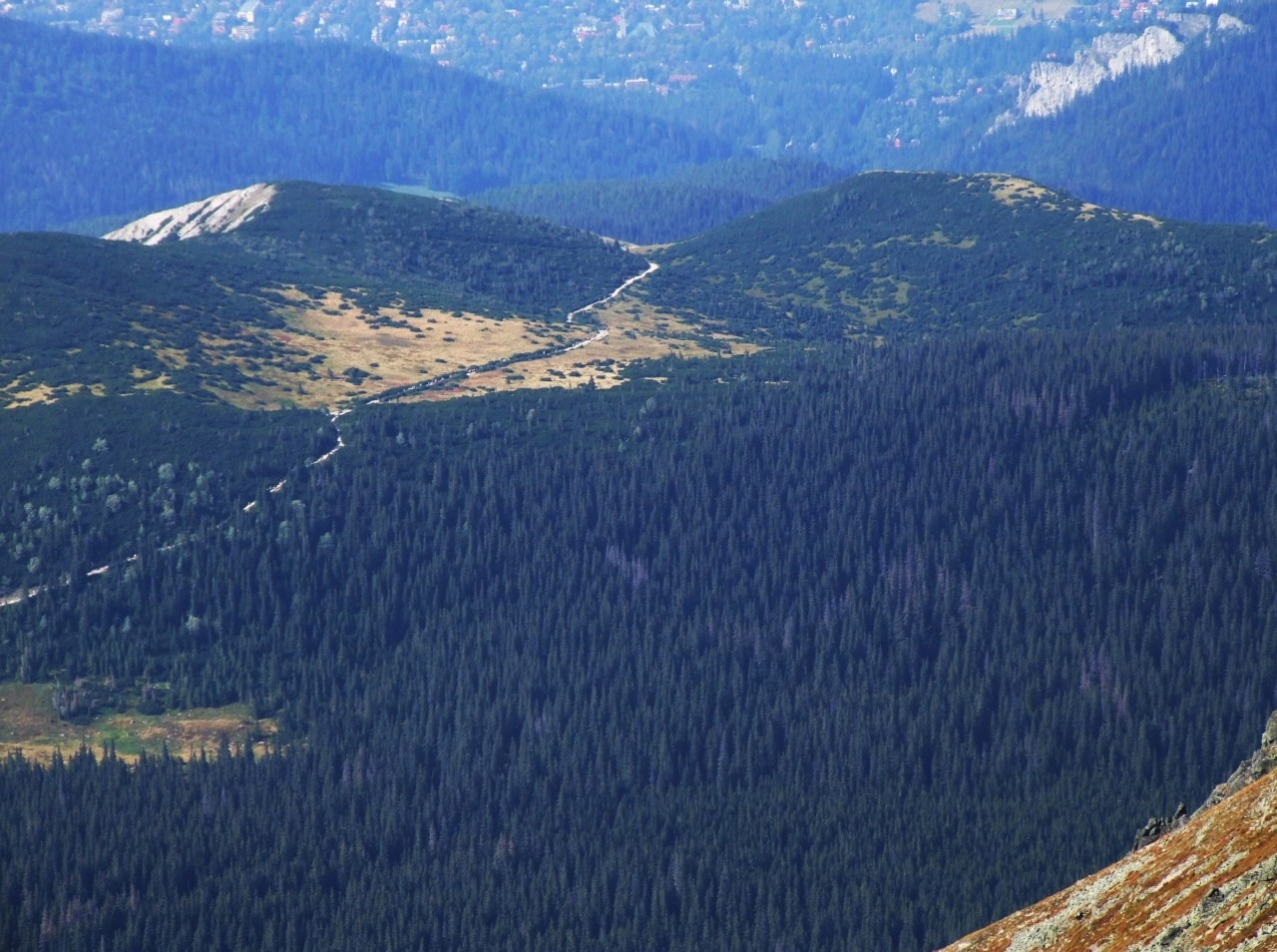
Od lewej Mała i Wielka Kopa Królowa. Widok z Orlej Perci

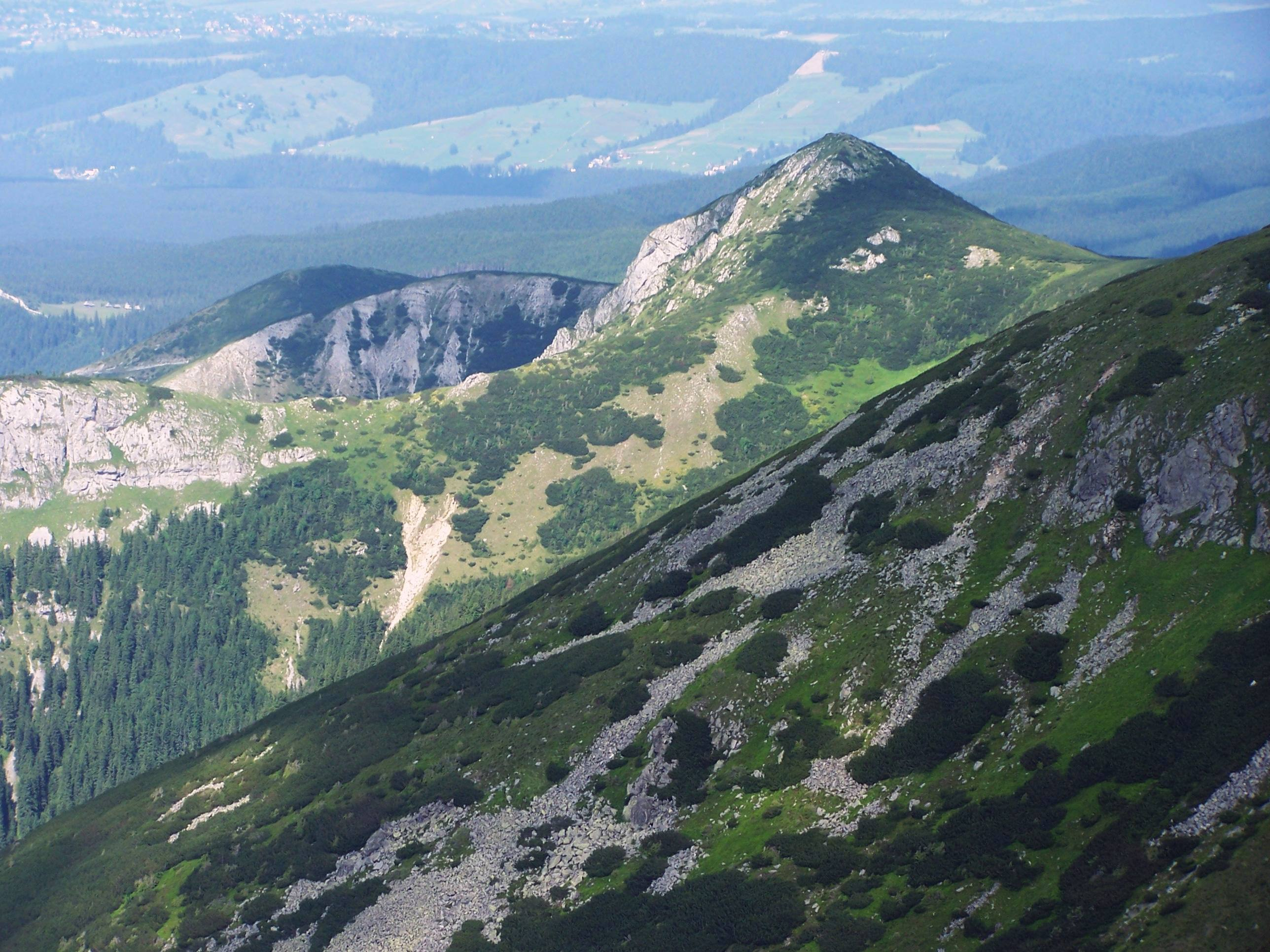
Od lewej i od tyłu: Wielka Kopa Królowa, Mała Kopa Królowa, Kopa Magury, przełęcz Mechy

Mała Kopa Królowa (1578 m n.p.m., według wcześniejszych pomiarów 1577 m lub 1587 m) – wzniesienie we wschodniej części Tatr Zachodnich, znajdujące się w grzbiecie odgraniczającym od siebie dolinę Jaworzynkę i Dolinę Suchej Wody Gąsienicowej.

## Topografia
Według aktualnego fizycznogeograficznego podziału Polski Generalnej Dyrekcji Ochrony Środowiska szczyt znajduje się w pasmie górskim Tatry Reglowe.
Mała Kopa Królowa znajduje się w długiej północno-wschodniej grani Kasprowego Wierchu pomiędzy Kopą Magury (1704 m), oddzielona od niej Magurską Przełęczą (1574 m), a Wielką Kopą Królową (1533 m), od której oddzielona jest Przełęczą między Kopami (1503 m). Południowo-wschodnie stoki Małej Kopy opadają na Królową Rówień. Stoki wschodnie i północno-wschodnie opadają do górnej części Doliny Olczyskiej. W zachodnim kierunku odchodzi zarośnięty kosodrzewiną i lasem grzbiet oddzielający od siebie dwa górne odgałęzienia doliny Jaworzynki: Długi Żleb i Żleb pod Czerwienicą.

## Nazewnictwo
Choć Wielka Kopa Królowa jest o 45 m niższa od Małej Kopy Królowej, niekonsekwencja w nazewnictwie jest jedynie pozorna. Wielka Kopa ma większą wysokość względną i jest masywniejsza, zwłaszcza ze strony Królowej Równi – a to właśnie tamtejsi górale nadali nazwy okolicznym szczytom. Pasterze z Hali Jaworzynki Wielką Kopę nazywali po prostu Kopą Królową, Mała Kopa Królowa nie została przez nich nazwana. Dalsza część nazwy Małej Kopy Królowej, podobnie jak wielu innych obiektów w tym rejonie, pochodzi od nazwiska góralskiego Król, dawnych właścicieli Hali Królowej. Walery Eljasz-Radzikowski w 1873 r. pisał: „Królewskie miano dostało się dwóm czubom góry od jej właściciela, Podhalanina co się zowie Królem”. Przekręcenie nazwy na „Kopa Królowej” jest błędne.

## Opis szczytu
Wielka i Mała Kopa Królowa zbudowane są z wapieni. Mała Kopa Królowa ma charakter trawiasto-kosodrzewinowy. Jedynie stoki nad Żlebem pod Czerwienicą są prawie całkowicie pozbawione roślinności i mają czerwonawe zabarwienie. Jest to częściowo naturalne, spowodowane dużą stromością tych stoków, a częściowo jest to skutek prowadzonych tutaj dawniej prac górniczych. W latach 1766–1871 znajdowały się tutaj najwydajniejsze w Tatrach kopalnie rudy żelaza, założone za panowania Stanisława Augusta Poniatowskiego. Stoki Małej Królowej Kopy były dawniej wypasane i należały do dwóch hal: Hali Królowej i Hali Jaworzynki.

## Szlaki turystyczne
– niebieski szlak prowadzący z Kuźnic przez Boczań, Skupniów Upłaz i Przełęcz między Kopami, a stąd dalej wschodnimi zboczami Małej Kopy Królowej do „Murowańca”.
- Czas przejścia z Kuźnic na przełęcz: 1:40 h, ↓ 1:10 h
- Czas przejścia z przełęczy do Murowańca: 20 min, z powrotem 25 min

 – północnymi zboczami Małej Kopy Królowej przebiega żółty szlak z Kuźnic przez dolinę Jaworzynkę na Przełęcz między Kopami. Czas przejścia: 1:40 h, ↓ 1:10 h.